# Како да те заборавим?
Како да те заборавим? је девети албум Кемала Монтена. Издат је 1987. године у формату винил, лп и албум. Издавачка кућа је Дискотон LP-8303.

## Песме
- A1 Како да те заборавим
- А2 Једне ноћи, једне зиме
- А3 Врати се
- А4 Ове ноћи пјеваћу за нас
- А5 Ивана
- Б1 Сањао сам нови свијет
- Б2 Касно си се родила
- Б3 Лажна љубав
- Б4 Црни сватови
- Б5 Сањао сам нови свијет (инструментал)

## Сараднци
- Аранжер - Р. Рихтман (нумере: А5 до Б5), С. Калођера (нумере: А1 до А4)
- Artwork By – HAF
- Музика - К. Монтено
- Извођачи - Ацо Разборник, Анди Арнол, Фадил Реџић, Јасна Госпић, Муфид Косовић, Ранко Рихтман, Слободан А. Ковачевић, Слободан Видовић, Тадеј Хрушовар, Зоран Кесић, Звездана Стерле
- Фотографија - Душан Илић